# Cyclosa turbinata
Cyclosa turbinata är en spindelart som först beskrevs av Charles Athanase Walckenaer 1842.  Cyclosa turbinata ingår i släktet Cyclosa och familjen hjulspindlar. Inga underarter finns listade i Catalogue of Life.